# Ігнац Райманн
І́гнац Ра́йманн (нім. Ignaz Reimann; нар. 1820 — пом.1885) — церковний композитор, музикант, педагог.

## Біографія
Народився 1820 року в Сілезії. У 10 років він вже замінював вчителя з гри на органі в Альбендорфі, а в 12 років він вже досконало володів усіма інструментами церковного оркестру. Після навчання в духовній семінарії для вчителів в місті Бреслау він очолив церковну школу і отримав посаду органіста та керівника хору в Ренгерсдорфі. 
Для сільського хору цієї школи він писав романтичну музику, яка пізніше стала відомою далеко за межами рідного міста. З наполегливістю та неймовірною швидкістю композитор створив майже 800 творів для музикантів-аматорів. Більшість його церковних композицій, які існували лише у вигляді манускриптів були загублені у часи Другої світової війни.
Ігнац Райманн є автором «Пасторальної меси» С-dur (Christkindel Messe). Відомий він і збіркою різдвяних церковних пісень (Weihnachtslied), які є жанром, що окреслює генетичний зв'язок церковної німецької пісенності з німецькими месами: строфічна форма, простота поетичної і музичної мови, зв'язок з обрядом. Більшість духовних творів Ігнаца Райманна сьогодні є у репертуарі католицьких церков Німеччини і Австрії.